# 제한상영가 등급제 사건
제한상영가 등급제 사건(2008.7.31. 2007헌가4 [헌법불합치])는 대한민국의 헌법재판소 판례이다.

## 사건개요
주식회사 월드시네마는 영상물등급위원회에 자사의 수입 영화 천국의 전쟁에 대하여 등급분류 신청을 하였는데 영상물등급위원회는 영화의 내용 중 일부가 성교 장면의 리얼함이 여과 없이 묘사되어 있고, 전례 없이 노골적인 표현으로 판단되어 제한상영가등급 판정처분을 하였다. 월드시네마는 서울행정법원에 이 사건 처분의 취소를 구하는 행정소송을 제기하고 영화진흥법 제21조 제3항 제5호 및 제21조 제7항 등이 명확성의 원칙에 위배되고 포괄위임금지원칙에 위배된다며 위헌제청신청을 하였으며 법원이 이를 받아들여 이 사건 위헌법률심판을 제청하였다.

## 이유
영진법의 규정은 제한상영가 등급의 영화가 어떤 영화인지를 말해주기보다는 제한상영가 등급을 받은 영화가 사후에 어떠한 법률적 제한을 받는지를 기술하고 있으므로, 제한상영가 영화가 어떤 영화인기 이 규정만 가지고 도대체 짐작하기 쉽지 않다.
법률이 입법사항을 대통령령이나 부령이 아닌 고시와 같은 행정규칙의 형식으로 위임하는 것이 헌법 제40조, 제75조, 제95조 등의 관계에서 허용되는지 여부 등에 대해 헌법이 인정하고 있는 위임입법의 형식은 예시적인 것으로 보아야 할 것이다. 법률이 입법위임을 할 때에는 대통령령, 총리령, 부령 등 법규명령에 위임함이 바람직하고, 고시와 같은 형식으로 입법위임을 할 때에는 적어도 행정규제기본법 제4조 제2항 단서에서 정한 버와 같이 법령이 전문적, 기술적 사항이나 경미한 사항으로서 업무의 성질상 위임이 불가피한 사항에 한정된다 할 것이며, 그러한 사항이라 하더라도 포괄위임금지의 원칙상 법률의 위임은 반드시 구체적, 개별적으로 한정된 사항이라 하더라도 포괄위임금지 원칙상 법률의 위임은 반드시 구체적, 개별적으로 한정된 사항에 대하여 행하여져야 할 것이다.

## 참고 문헌
- 2007헌가4 2008-07-31- 법률신문[깨진 링크(과거 내용 찾기)]